# 周仲孫
周仲孙（?—?），字元孙，东晋汝南郡安成县（今河南省汝南县东南）人，周访的孙子，周光的儿子。
晋哀帝兴宁初年，督宁州军事。为振武将军、宁州刺史。在宁州贪污暴虐，民不堪命。晋废帝太和六年（371年）再次监益州、豫州、梁州之三郡，益州刺史。晋孝武帝宁康初年，转镇梁益二州，前秦苻坚派仇池人杨安率众攻蜀，周仲孙兵败免官。後徵为光祿勳，死于任上。